# Dénes König
Dénes König (Budapest, 21 settembre 1884 – Budapest, 19 ottobre 1944) è stato un matematico ungherese, conosciuto per i suoi lavori in teoria dei grafi, e per essere stato il primo a scrivere un libro di testo su questo argomento.
Nel 1944, durante le repressioni antisemite, König si toglie la vita.